# Petra tou Romiou
Petra tou Romiou (en griego: Πέτρα του Ρωμιού, «roca del griego»), también conocida como Roca de Afrodita, es una roca situada junto al mar, cerca de Pafos, en la isla de Chipre. Según la leyenda fue este el lugar de nacimiento de Afrodita.

## Ubicación
El lugar está ubicado en la costa, a lo largo de la carretera principal de Pafos a Limasol, a unos quince kilómetros de Paphos.

## Leyendas

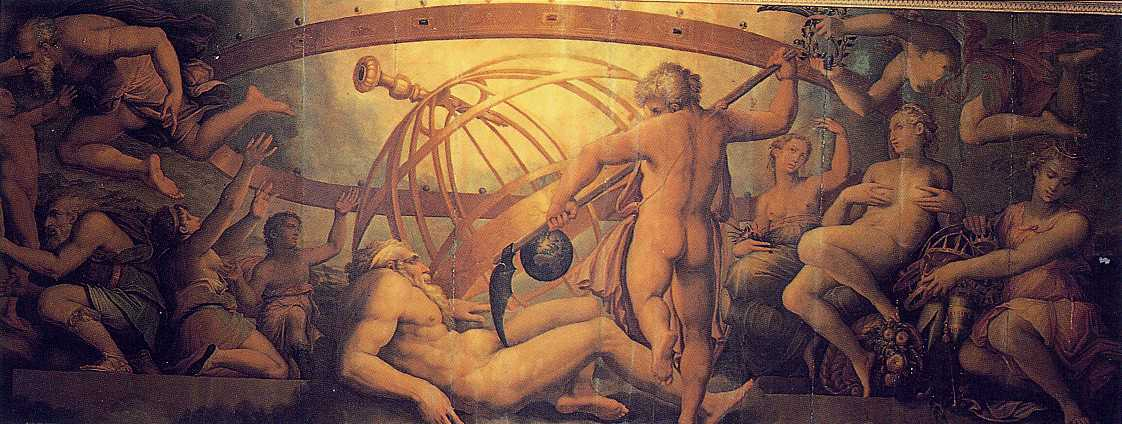
giorgio vasari : La mutilación de Urano por Saturno (Cronos).

Según una leyenda, esta roca es el lugar de nacimiento de la diosa Afrodita, posiblemente debido a las aguas espumosas alrededor de los fragmentos de roca. Es conocida por este motivo como la Roca de Afrodita. Gaia (la Madre Tierra) pidió a sus hijos que la vengaran de Urano (el Cielo), lo que haría uno de sus hijos, Cronos. Cronos tiende una emboscada a su padre y lo mutila con una guadaña. Ouranos intenta escapar volando, pero pierde partes de su cuerpo y los testículos caen al mar. Una versión local de la leyenda indica que la roca de Afrodita corresponde a la parte inferior del cuerpo de Cronos. Aparece una espuma blanca de la que se eleva una doncella (Ἀφροδίτη, «el que sube de la espuma»). La niña, llamada Afrodita, va a la asamblea de los dioses de Chipre. Existía un santuario de Afrodita en la antigua Pafos, Kouklia. Su culto fue luego reemplazado por los romanos por el de Venus.
Otra leyenda asocia el nombre Achni con la playa cerca de la roca, y considera este sitio como el lugar donde desembarcaron los aqueos a su regreso de Troya.
El nombre actual de Petra tou Romioú (Roca del griego) asocia el lugar con otras leyendas, las hazañas de Basilio, expuestas en el poema épico Digenes Akritas. Basilio era mitad griego (Romios) y mitad árabe, de ahí el nombre Digenes (dos sangres). Cuenta la leyenda que el cristiano Basilio arrojó una enorme roca desde las montañas de Troodos a los invasores sarracenos. Una roca cercana también se conoce como Roca Sarracena.

## El sitio en la actualidad
La belleza de la zona y la leyenda que otorga a este lugar el estatus de lugar de nacimiento de Afrodita lo convierten en un popular lugar turístico.
Se promete la «eterna juventud» a los que se bañan alrededor de la roca, pero bañarse es peligroso. No está permitido subir a la roca. Un restaurante, un albergue turístico y el centro turístico de Aphrodite Hills están en las proximidades.

## Galería de imágenes

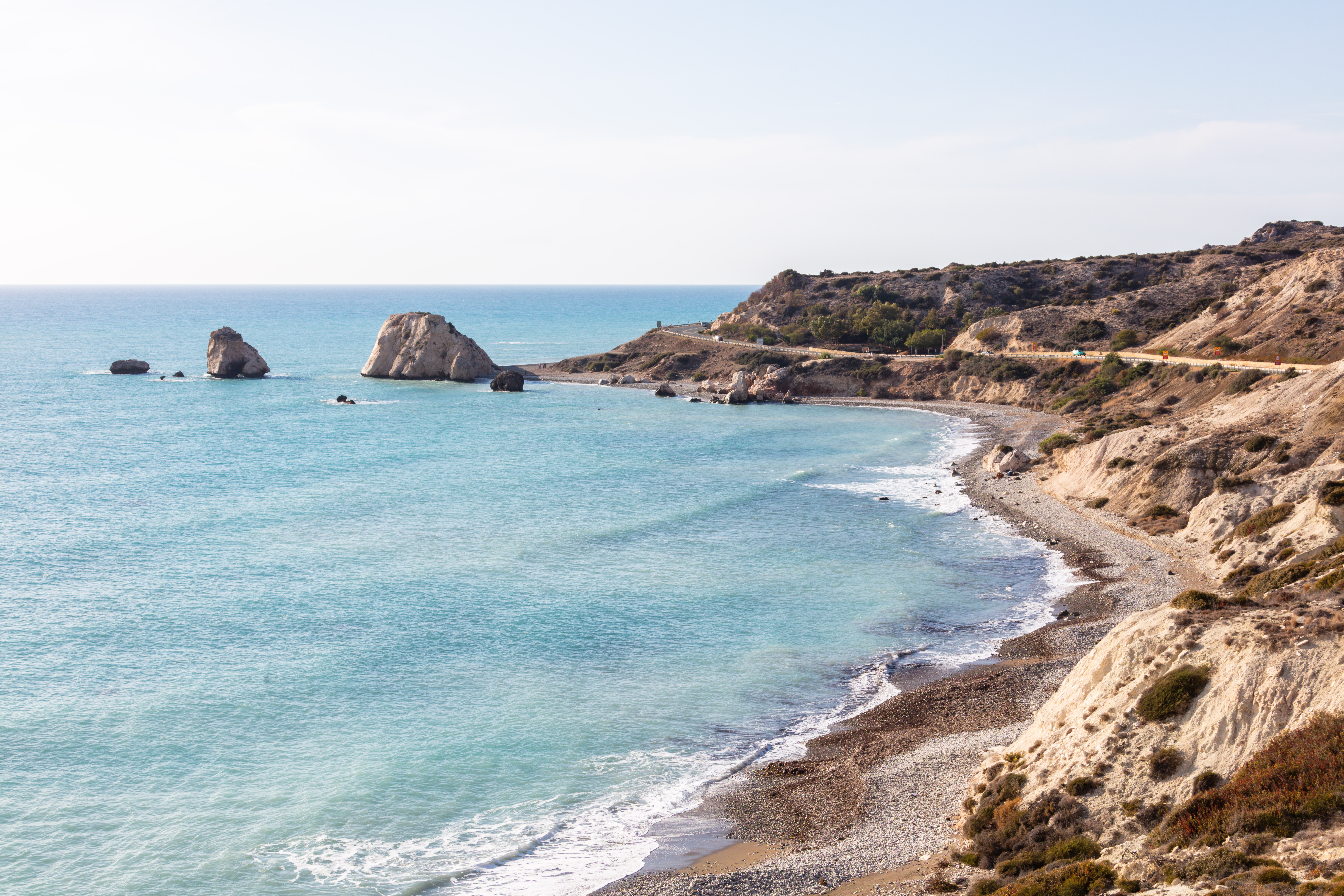
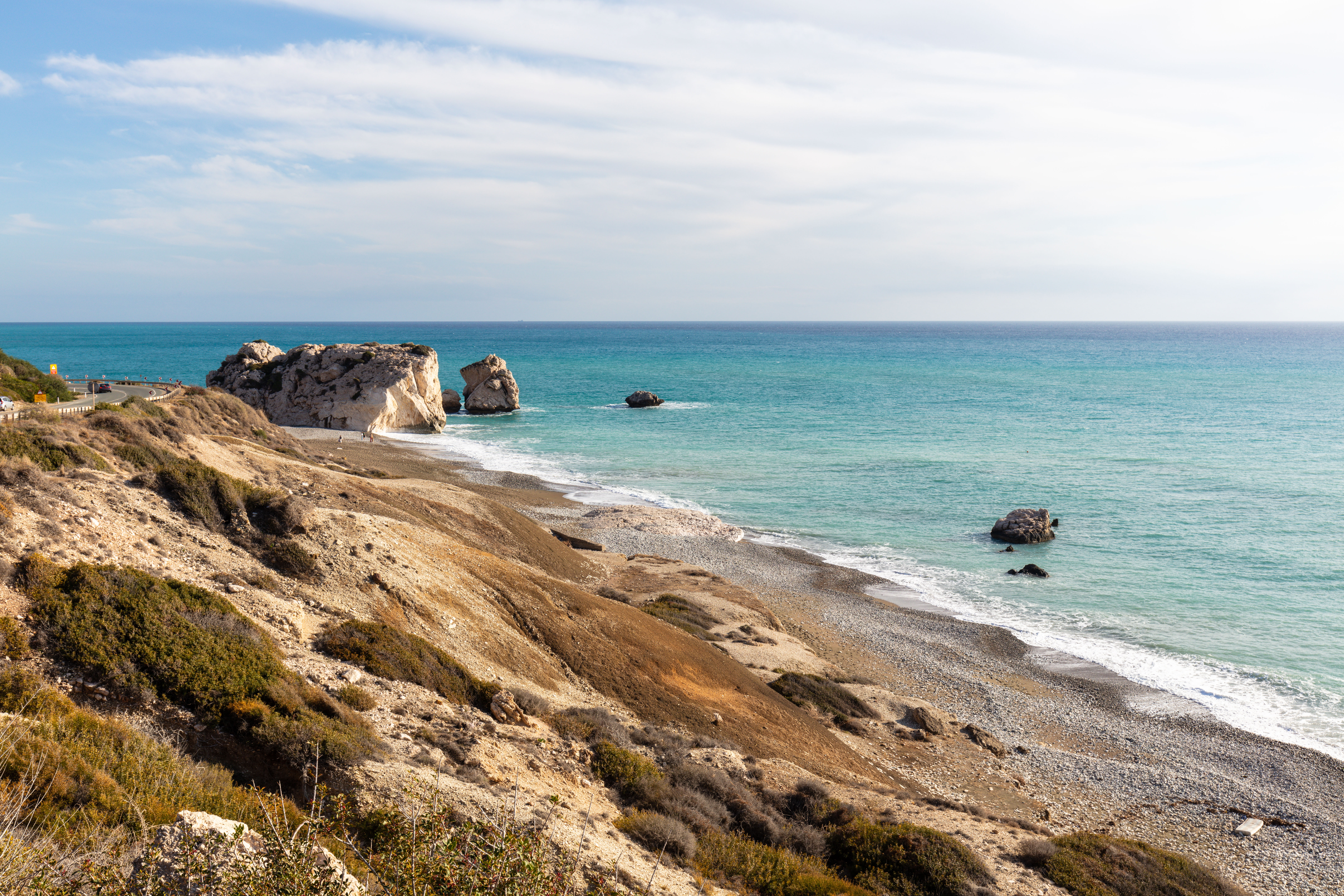
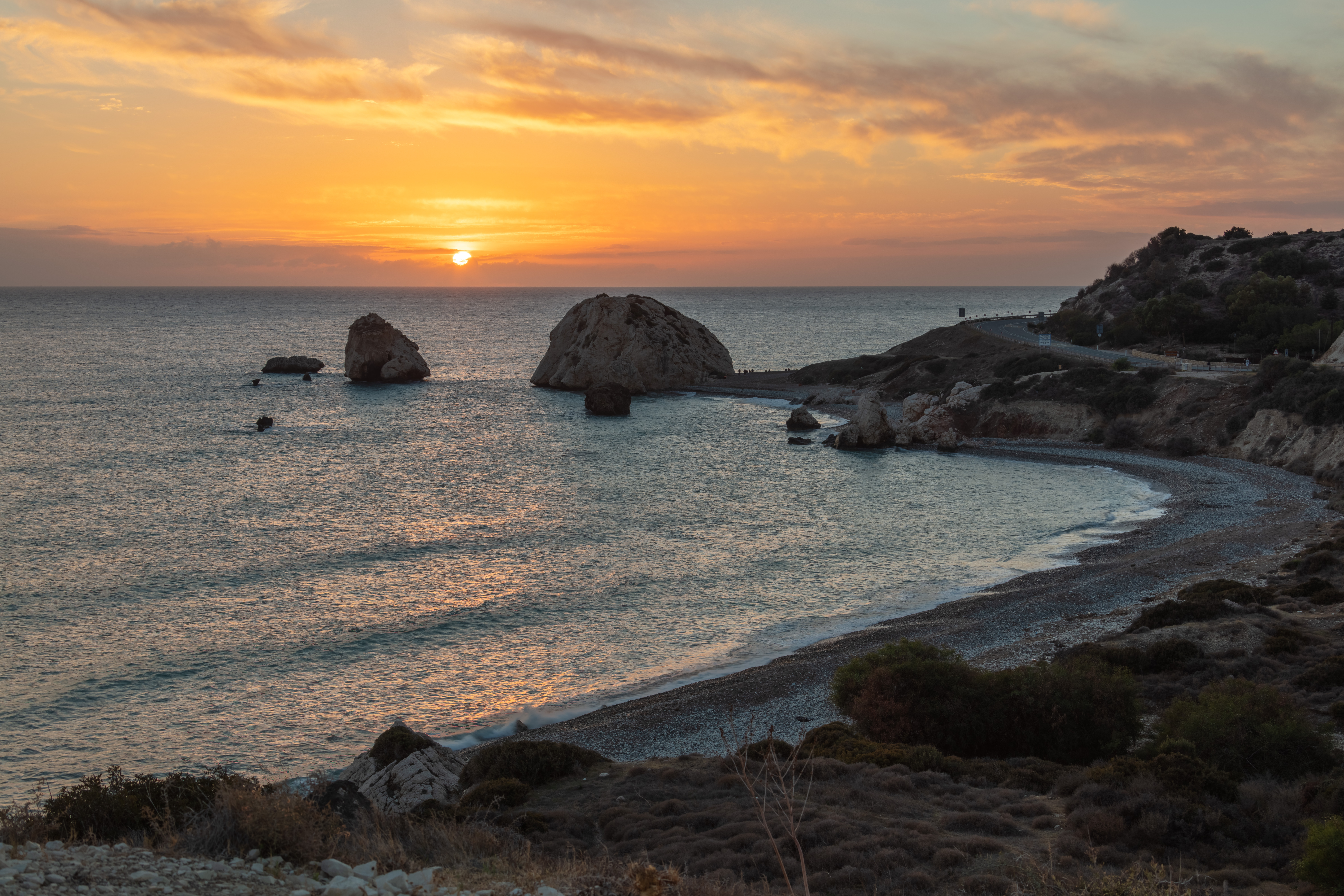
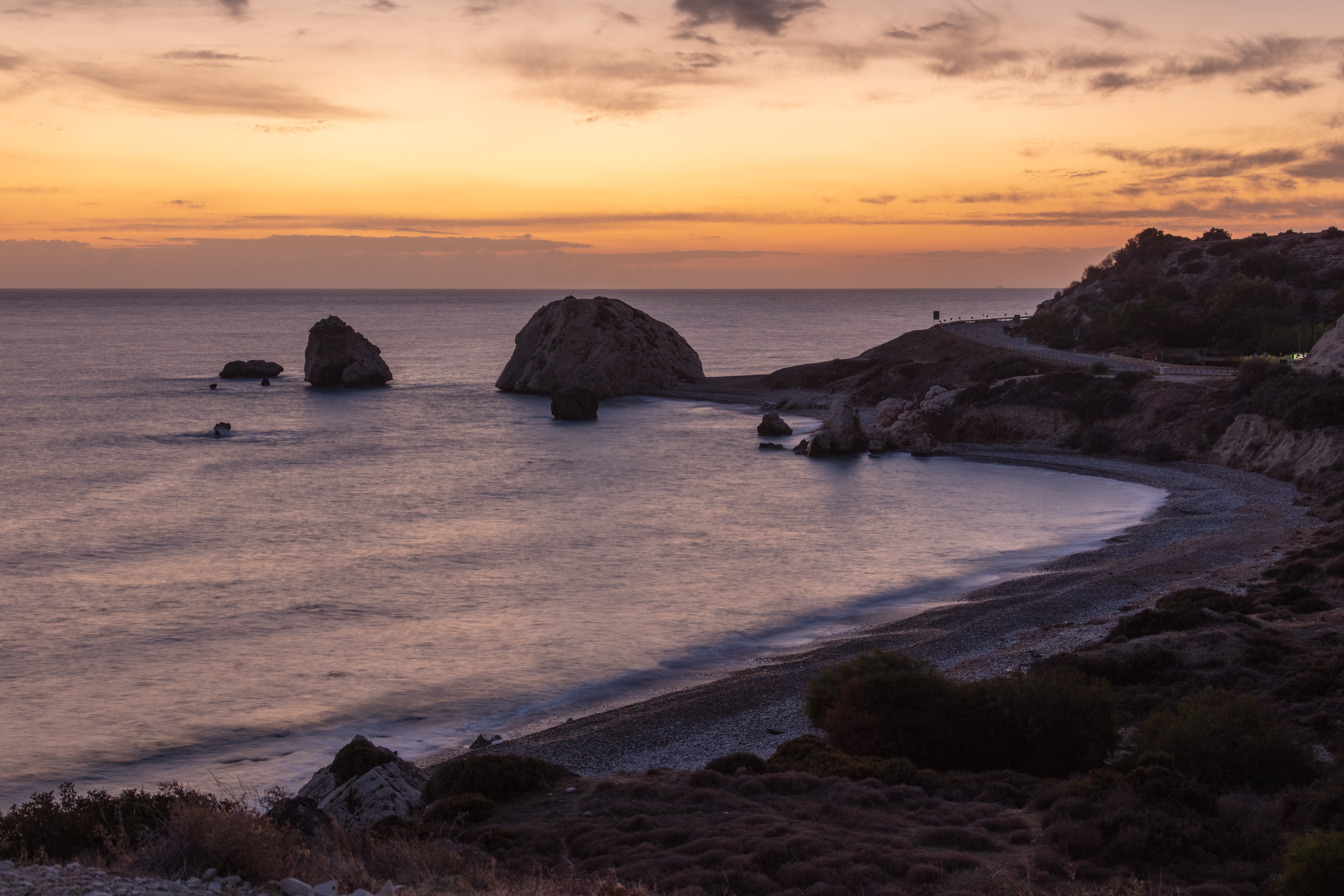